# Nandi (langue)
Pour les articles homonymes, voir Nandi.
Le nandi est une langue nilo-saharienne de la branche des langues nilotiques parlée dans les hauts plateaux de l'Ouest du Kenya, dans les districts de Nandi, Uashin Gishu et Trans Nzoia.

## Classification
Le nandi est la langue parlée par les Nandi du groupe Kalenjin. Ces langues et dialectes, classés avec le datooga et l'omotik, forment le sous-groupe des langues nilotiques méridionales, rattaché aux langues soudaniques orientales.

## Écriture
| A a | B b | CH ch | E e | H h | I i | J j | K k | L l | M m | N n | NG’ ng’ | NY ny | O o | R r | S s | T t | U u | W w | Y y | Ö ö |

## Phonologie
Les tableaux présentent les voyelles et les consonnes du nandi.

### Voyelles
|         | Antérieure    | Centrale      | Postérieure   |
| ------- | ------------- | ------------- | ------------- |
| Fermée  | i [i] ii [iː] |               | u [u] uu [uː] |
| Moyenne | e [e] ee [eː] |               | o [o] oo [oː] |
| Ouverte |               | a [a] aa [aː] |               |

### Deux types de voyelles
Le nandi différencie les voyelles selon leur lieu d'articulation. Elles sont soit prononcées avec l'avancement de la racine de la langue, soit avec la rétraction de la racine de la langue.

### Consonnes
|               |               | Bilabiale | Alvéolaire | Palatale | Vélaire |
| ------------- | ------------- | --------- | ---------- | -------- | ------- |
| Occlusives    | Occlusives    | p [p]     | t [t]      |          | k [k]   |
| Fricative     | Fricative     |           | s [s]      |          |         |
| Affriquées    | Affriquées    |           |            | tʃ [t͡ʃ]  |         |
| Nasale        | Nasale        | m [m]     | n [n]      | ny [ɲ]   | ng [ŋ]  |
| liquide       | liquide       |           | l [l]      |          |         |
| Roulée        | Roulée        |           | r [r]      |          |         |
| Semi-voyelles | Semi-voyelles | w [w]     |            | y [j]    |         |

### Une langue tonale
Le nandi est une langue tonale.

## Sources
- (en) Chet A. Creider et Jane Tapsubei Creider, A grammar of Nandi, Hambourg, Helmut Buske Verlag, coll. « Nilo-Saharan » (no 4), 1989, 172 p. (ISBN 3-87118-944-8)
- (en) Jane Tapsubei Creider et Chet A. Creider, A Dictionary of the Nandi Language, Rüdiger Köppe Verlag, 2001 (lire en ligne)
- (en) Prisca Jerono, Hillary Sang, Andrew Chelimo et Jane Akinyi Ngala Oduor, A unified orthography for Kalenjin languages of Kenya (Keiyo, Kipsigis, Marakwet, Nandi, Pokot, Sabaot, Tugen), 2014
- (en) Rebecca Jeptoo Kattam, Phonological basis of misspellings in the written English of Nandi students in Eldoret West District, University of Nairobi, 2016 (lire en ligne)
- (de) Franz Rottland, Die südnilotischen Sprachen. Beschreibung, Vergleichung und Rekonstruktion, Berlin, Dietrich Reimer Verlag, coll. « Kölner Beiträge zur Afrikanistik » (no 7), 1982, 563 p. (ISBN 3-496-00162-3)